# Terpeziţa
Terpeziţa es una comuna ubicada en el distrito de Dolj, Rumania.

## Superficie
Posee una superficie de 66,84 kilómetros cuadrados.

## Demografía
Hasta 2021 la población era de 1360 habitantes, con una densidad de población de 20,35 habitantes por kilómetro cuadrado.